# Halina Górecka
Halina Sylwia Górecka (nascida Richter, mais tarde Herrmann; Chorzów, 4 de fevereiro de 1938) é uma ex-atleta velocista e campeã olímpica polonesa.
Participou pela primeira vez dos Jogos Olímpicos em Melbourne 1956, sem conseguir chegar à final dos 100 m. Em Roma 1960, ela conquistou sua primeira medalha olímpica, um bronze no revezamento 4x100 metros. Quatro anos depois, em Tóquio 1964, teve seu grande momento como atleta, integrando o revezamento 4x100 m polonês junto com Irena Szewińska, Teresa Cieply e Ewa Kłobukowska, que ganhou a medalha de ouro e quebrou o recorde olímpico e mundial da prova.
Em 1965, Halina deixou a Polônia e emigrou para a Alemanha Ocidental, onde casou-se pela segunda vez e, adotando seu sobrenome de casada, competiu por este país nos Jogos da Cidade do México 1968 sem conseguir resultado expressivo.
Em 1967, durante um teste de confirmação de sexo feito num evento esportivo em Kiev, Ewa Kłobukowska, uma das integrantes do revezamento campeão em Tóquio 1964, foi desclassificada e desqualificada para competir em eventos femininos de atletismo, por possuir um número de cromossomos masculinos maior que o aceitável em mulheres e teve todos seus recordes retirados, incluindo o daquele revezamento. As colocações daquela prova, entretanto, foram mantidas, permitindo a Halina conservar sua única medalha de ouro olímpica.